# 亞馬遜河川脂鯉
亞馬遜河川脂鯉（学名：Potamorhina altamazonica），為輻鰭魚綱脂鯉目脂鯉亞目無齒脂鯉科的其中一個種，分布於南美洲亞馬遜河及奧里諾科河流域，體長可達27公分，棲息在底中層水域，以生活習性不明，可做為食用魚。